# Ramón Julián Puigblanque
Ramón Julián Puigblanque (Vic, 11 settembre 1981) è un arrampicatore spagnolo.
Pratica le competizioni di difficoltà e l'arrampicata in falesia.

## Biografia
Ha cominciato ad arrampicare a tredici anni a Roda de Ter, accompagnato dal padre. A sedici anni ha debuttato, vincendo, nel campionato giovanile in Catalogna. Per potersi mantenere ha lavorato come elettricista e nei vigili del fuoco.
Dal 2001 partecipa alla Coppa del mondo lead di arrampicata. Dopo dieci anni di ottimi piazzamenti nella classifica generale (secondo posto nella stagione 2003 e 2007), nel 2010 vince la sua prima Coppa del mondo. Ha inoltre vinto due volte la medaglia d'oro ai Campionati del mondo: nel 2007 ad Avilés e nel 2011 ad Arco.
Per questi successi è stato premiato con il La Sportiva Competition Award nel 2011.
Ha scalato 798 vie tra l'8a e il 9a+ di cui 222 a vista.

## Palmarès

### Coppa del mondo
|      | 2001 | 2002 | 2003 | 2004 | 2005 | 2006 | 2007 | 2008 | 2009 | 2010 | 2011 | 2012 |
| ---- | ---- | ---- | ---- | ---- | ---- | ---- | ---- | ---- | ---- | ---- | ---- | ---- |
| Lead | 8    | 10   | 2    | 10   | 4    | 5    | 2    | 3    | 5    | 1    | 2    | 2    |

### Campionato del mondo
|      | 2001 | 2003 | 2005 | 2007 | 2009 | 2011 | 2012 | 2014 |
| ---- | ---- | ---- | ---- | ---- | ---- | ---- | ---- | ---- |
| Lead | 6    | 7    | 10   | 1    | 16   | 1    | 4    | 2    |

## Statistiche

### Podi in Coppa del mondo lead
| Stagione | 1º | 2º | 3º | Podi totali |
| -------- | -- | -- | -- | ----------- |
| 2002     | 1  |    |    | 1           |
| 2003     | 3  | 2  | 2  | 7           |
| 2004     |    |    |    |             |
| 2005     | 2  | 1  | 1  | 4           |
| 2006     | 2  |    | 1  | 3           |
| 2007     | 1  | 3  |    | 4           |
| 2008     | 1  | 1  |    | 2           |
| 2009     |    | 1  |    | 1           |
| 2010     | 3  | 1  |    | 4           |
| 2011     | 2  | 3  | 2  | 7           |
| 2012     | 3  | 1  |    | 4           |
| 2013     | 2  |    | 1  | 3           |
| Totale   | 20 | 13 | 7  | 40          |

## Falesia
- 7 vie di 9a+
- 18 vie di 9a
- 62 vie di 8c+ (di cui 1 a vista)
- 126 vie di 8c (di cui 4 a vista)

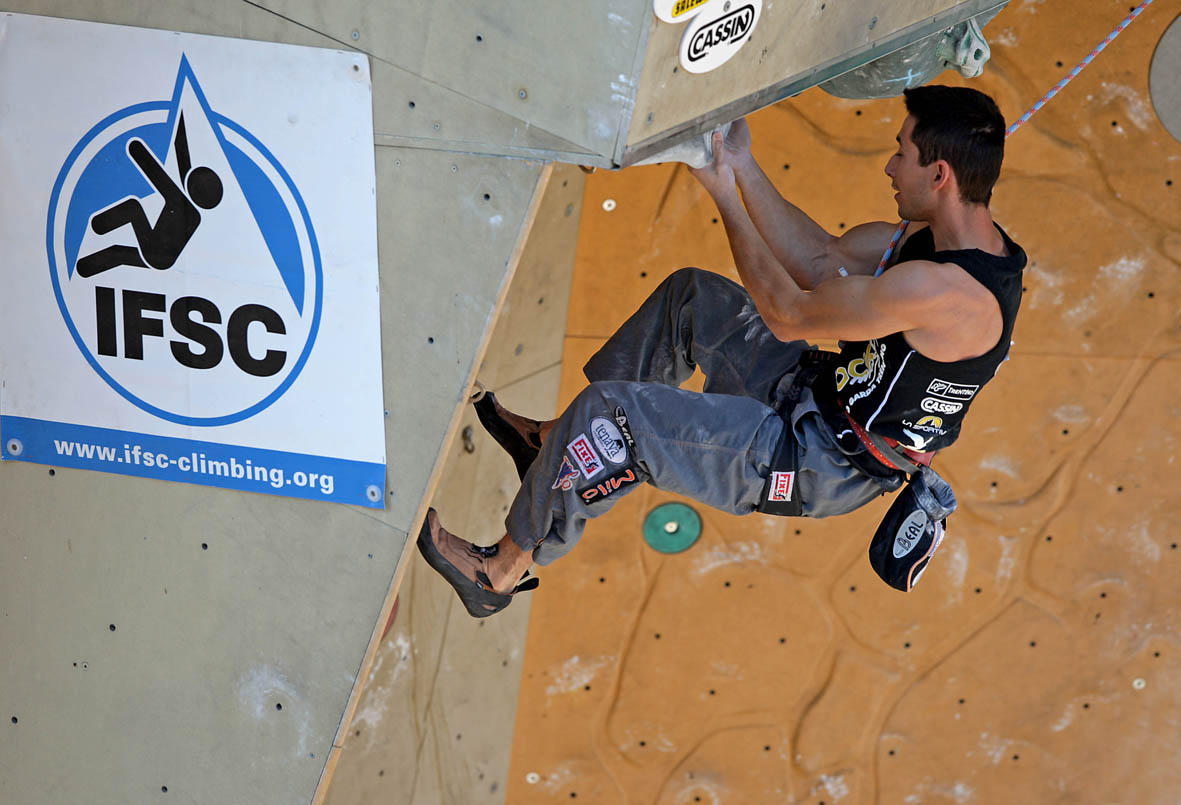
Ramón Julian in azione al Rock Master 2007

- 258 vie di 8b e 8b+ (di cui 41 a vista)

### Lavorato
9a+ (5.15a):
- Nit de bruixes - Margalef (ESP) - 1º luglio 2012 - Seconda salita della via di Iker Pou
- Catxasa - Santa Linya (ESP) - 26 giugno 2012 - Seconda salita della via di Chris Sharma del 2011
- Demencia Senil - Margalef (ESP) - 11 ottobre 2010 - Terza salita della via di Chris Sharma
- Papichulo - Oliana (ESP) - 21 marzo 2009 - Terza salita della via di Chris Sharma
- Directa Open your mind - Santa Linya (ESP) - 8 dicembre 2008 - Prima salita
- Realization - Céüse (FRA) - 28 luglio 2008 - Sesta salita
- La Rambla - Siurana (ESP) - 8 marzo 2003 - Prima salita

9a (5.14d):
- San Ku Kaï - Entraygues (FRA) - 4 agosto 2011
- Le Cadre Nouvelle Version - Céüse (FRA) - 3 agosto 2011
- Duele la realidad - Oliana (ESP) - 1º novembre 2010 - Prima salita
- Samfaina - Margalef (ESP) - 4 luglio 2010 - Seconda salita della via di Chris Sharma
- Era Vella - Margalef (ESP) - 5 giugno 2010 - Seconda salita della via di Chris Sharma
- Supernowa - Vadiello (ESP) - 12 settembre 2009
- El Gran Bellanco - Montanejos (ESP) - 1º maggio 2009 - Via di Pedro Pons del 2003
- La Novena enmienda - Santa Linya (ESP) - 9 dicembre 2008
- Fabelita r2 - Santa Linya (ESP) - 9 dicembre 2008
- Fuck The system - Santa Linya (ESP) - 29 novembre 2008
- Victimas Perez - Margalef (ESP) - 26 ottobre 2008 - Prima salita
- Gancho perfecto - Margalef (ESP) - 5 luglio 2008 - Seconda salita della via di Chris Sharma
- El templo del cafe - Alquezar (ESP) - 24 marzo 2008
- M.ALBA - Savassona (ESP) - 2 dicembre 2007
- Definicion de resistencia democrata - Terradets (ESP) - 20 novembre 2007
- Esclatamasters - Perles (ESP) - 17 aprile 2006 - Prima salita
- Estado critico - Siurana (ESP) - 15 marzo 2004 - Prima salita
- KinematiX - Gorges du Loup (FRA) - 13 agosto 2002

### A vista
8c+ (5.14c):
- The Crew - Rifle (USA) - 11 ottobre 2011

8c (5.14b):
- Amistad - Rodellar (ESP) - 11 settembre 2009
- Malsoñando - Gandía (ESP) - 23 novembre 2006
- iron man r2 - Rodellar (ESP) - 10 settembre 2006
- Suma O - Cuenca (ESP) - 29 maggio 2006

## Riconoscimenti
- La Sportiva Competition Award nel 2011